# Slanisko Novosedly
Slanisko Novosedly je přírodní rezervace na východním okraji obce Novosedly v okrese Břeclav. Důvodem ochrany je zachování významné lokality zvláště chráněných druhů slanomilných rostlin a místa výskytu zvláště chráněných druhů živočichů.